# Daniel Georgiew (Eishockeyspieler)
Daniel Georgiew (bulgarisch Даниел Георгиев; * 12. Juni 1999) ist ein bulgarischer Eishockeyspieler, der seit 2023 bei NSA Sofia in der bulgarischen Eishockeyliga unter Vertrag steht.

## Karriere
Daniel Georgiew begann seine Karriere als Eishockeyspieler im Nachwuchsbereich Piráti Chomutov. 2014 wechselte er zum SK Kadaň, wo er vier Jahre in der zweithöchsten tschechischen U18-Liga spielte. Von 2018 bis 2020 spielte er für den HK ZSKA Sofia in der bulgarischen Eishockeyliga, kam daneben aber auch zu Einsätzen bei Academics Pilsen in der European University Hockey League. Es folgten bis 2022 zwei weitere Jahre, in denen er erneut in Kadaň und beim HK ZSKA spielte. Anschließend stand er ein Jahr beim HC Tachov in der vierten tschechischen Liga auf dem Eis. Seit 2023 spielt er bei NSA Sofia in der bulgarischen Liga.

### International
Mit der bulgarischen Herren-Nationalmannschaft spielte Georgiew bei den Weltmeisterschaften 2022, 2023 und 2024 in der Division II. Zudem vertrat er seine Farben bei der Olympiaqualifikation für die Winterspiele in Mailand 2026.